# Mecodium protrusum
Mecodium protrusum là một loài thực vật có mạch trong họ Hymenophyllaceae. Loài này được (Hook.) Copel. miêu tả khoa học đầu tiên năm 1938.